# Euophrys arenaria
Euophrys arenaria là một loài nhện trong họ Salticidae.
Loài này thuộc chi Euophrys. Euophrys arenaria được Arthur T. Urquhart. miêu tả năm 1888.